# Углешня
Углешня — деревня в Чеховском районе Московской области, в составе муниципального образования сельское поселение Любучанское (до 29 ноября 2006 года входила в состав Любучанского сельского округа), деревня связана автобусным сообщением с райцентром и соседними населёнными пунктами.

## Население
| 2002 | 2006 | 2010 |
| ---- | ---- | ---- |
| 27   | →27  | ↗49  |

## География
Углешня расположена примерно в 7 км (по шоссе) на северо-восток от Чехова, на левом берегу безымянного притока реки Рожайка (правый приток реки Пахры), высота центра деревни над уровнем моря — 188 м. На 2016 год в Углешне зарегистрировано 9 улиц и 4 садовых товарищества, через деревню проходит старое Симферопольское шоссе.